# الخميعة
الخُمَيْعَة أو فتة اللبن هي وجبة عربية تنتشر في جنوب العراق وأيضاً في بعض المناطق في شمال السعودية، و تتكون من خبز  يقطع إلى قطع صغيرة ويضاف عليها السمن البلدي والحليب أو السكر.